# Alfred Rémy
Alfred Hercule Rémy (Gent, 12 januari 1882 - Drongen, 20 juni 1945) was administrateur-generaal van de Belgische staatsveiligheid en procureur generaal bij het hof van beroep in Gent.

## Levensloop
Alfred Rémy was een zoon van de inspecteur-veearts Isidore Rémy, directeur van het Gentse slachthuis, en van Sophie Van Steenberghe. Het gezin behoorde tot de Gentse kleine burgerij en was hoofdzakelijk Franstalig.
Van 1900 tot 1905 studeerde hij rechten aan de Rijksuniversiteit Gent. Hij vestigde zich vervolgens als advocaat in Destelbergen. In 1912 trad hij toe tot de magistratuur, als substituut-procureur des Konings in Dendermonde. In 1914 volgde hij het voorbeeld van zijn broer Oswald, en werd als vrijwilliger opgenomen in het Belgisch leger. In 1916 werd hij substituut bij het militair auditoraat te velde en in 1918 militair auditeur te velde. Einde oktober 1918 verliet hij het leger en hernam het ambt van substituut-procureur in Dendermonde.

## Geheime diensten
In april 1919 werd hij benoemd tot directeur-generaal van de Belgische geheime diensten. Hij vervulde deze functie tot hij in 1927 de opvolging nam van administrateur-generaal Louis Gonne. 
In 1928 werd hij geconfronteerd met een toevloed van buitenlandse arbeidskrachten. De minister Van Arbeid, Hendrik Heyman, die een sterke toename van de werkloosheid vreesde, vroeg om de uitwijzing van alle illegale migranten en om alleen maar een visa te verlenen aan wie een geldig arbeidscontract had. Alleen het tweede kreeg goedkeuring binnen de regering, maar kreeg nauwelijks concrete opvolging. Ongeveer alle buitenlanders konden zich gewoon in België nestelen.  
Het groot aantal vreemdelingen en de vereiste controles verhoogden echter wel de werkdruk op de Sûreté en Rémy vroeg om een personeelsvermeerdering.
Vanaf 1929 stuurde de Belgische overheid aan op strengere controles op vreemdelingen. Op verzoek van Alfred Rémy werd iedere vreemdeling die het Belgisch grondgebied betrad, onderworpen aan een controle, nadat hij door de gemeentelijke overheid aan de Geheime dienst was gesignaleerd. Dit liet toe maatregelen te nemen tegen politieke extremisten en tegen inwijkelingen met een strafblad. Vooral het aantal communisten dat werd uitgedreven, steeg aanzienlijk.
Om redenen die wellicht met zijn persoonlijk leven te maken hadden en vooral ook met zijn verlangen om naar Gent terug te keren, nam Rémy in 1929 ontslag en werd opgevolgd door René Beltjens.

## Procureur-generaal
In Gent werd hij benoemd tot advocaat-generaal bij het hof van beroep en in 1938 bevorderde hij tot procureur-generaal. Zijn mercurialen wekten belangstelling, omdat ze verschilden van die van zijn voorganger en scherper waren zowel in thema als in toon. Hij had het over het nodige statuut van de magistraten, over de noodzaak een examen op te leggen voor toegang tot de magistratuur, over de plicht van de magistraten om zich in moeilijke tijden (zoals de dreigende oorlog) in dienst te stellen van de bevolking.
Op 22 maart 1940 richtte minister van Justitie Paul-Emile Janson een Coördinatiecomité op, dat zich moest buigen over de lijsten van de mogelijks, in geval van oorlog, op te pakken en te evacueren verdachte personen. Als procureur-generaal maakte Rémy deel uit van dit comité. Hij moest de lijsten inbrengen van degenen die in zijn rechtsgebied (Oost- en West-Vlaanderen) als verdachten werden genoteerd. Op 10 mei 1940 gaf hij bevel tot arrestatie van al diegenen die op die lijsten voorkwamen.
Kort na het begin van de bezetting nam Rémy een houding aan die hem later verweten werd. In juni 1940 richtte hij een schrijven tot de procureurs des Konings van zijn rechtsgebied, met het bevel op te treden tegen de auteurs van diefstallen, sabotage of spionage ten nadele van de bezetter. Hij voegde eraan toe dat zijn bevel er kwam na bespreking met de bezetter en dat dergelijke acties de welwillendheid van de Duitsers tegenover de bevolking zouden aanmoedigen.
Na de Bevrijding werd Rémy aan een verhoor onderworpen door Walter Ganshof van der Meersch. Eerst werd hij op non-actief geplaatst en vervolgens in verdenking gesteld voor heulen met de vijand. Hij reageerde door te verklaren dat hij er niets van begreep en zich in niets schuldig achtte. Het onderzoek tegen hem ging niettemin verder. In Franstalige kranten werd hem verweten dat hij partij had gekozen voor het VNV en had samengewerkt met VNV'ers, onder meer met de subsituut-procureur-generaal, de VNV-gezinde Andries Van Hauwe.
Op 20 juni werd het lijk van Rémy aangetroffen in de Leie. Hoewel er nooit volledige zekerheid kwam, is algemeen aangenomen dat hij zich van het leven had beroofd. Op het doodsprentje stond vermeld dat hij godvruchtig overleden was.

## Privé
Op 2 augustus 1913 werd in Brussel aangifte gedaan van de geboorte van André Kielemoes, zoon van Celine Kielemoes, ter wereld gekomen in de Refuge Sainte-Madelaine, waar veel kinderen geboren werden. Alfred Rémy bleek de vader te zijn.
Pas in 1931, toen hij al 49 was, trad Rémy in het huwelijk met de twintig jaar jongere Hélène Van de Calseyde (° Gent, 1914), met wie hij drie kinderen kreeg, respectievelijk in 1931, 1934 en 1941 geboren. Het jaar na zijn huwelijk erkende hij zijn natuurlijke zoon, die bij het echtpaar kwam inwonen en dit tot aan de dood van Alfred. 